# Wasserturm Langeoog

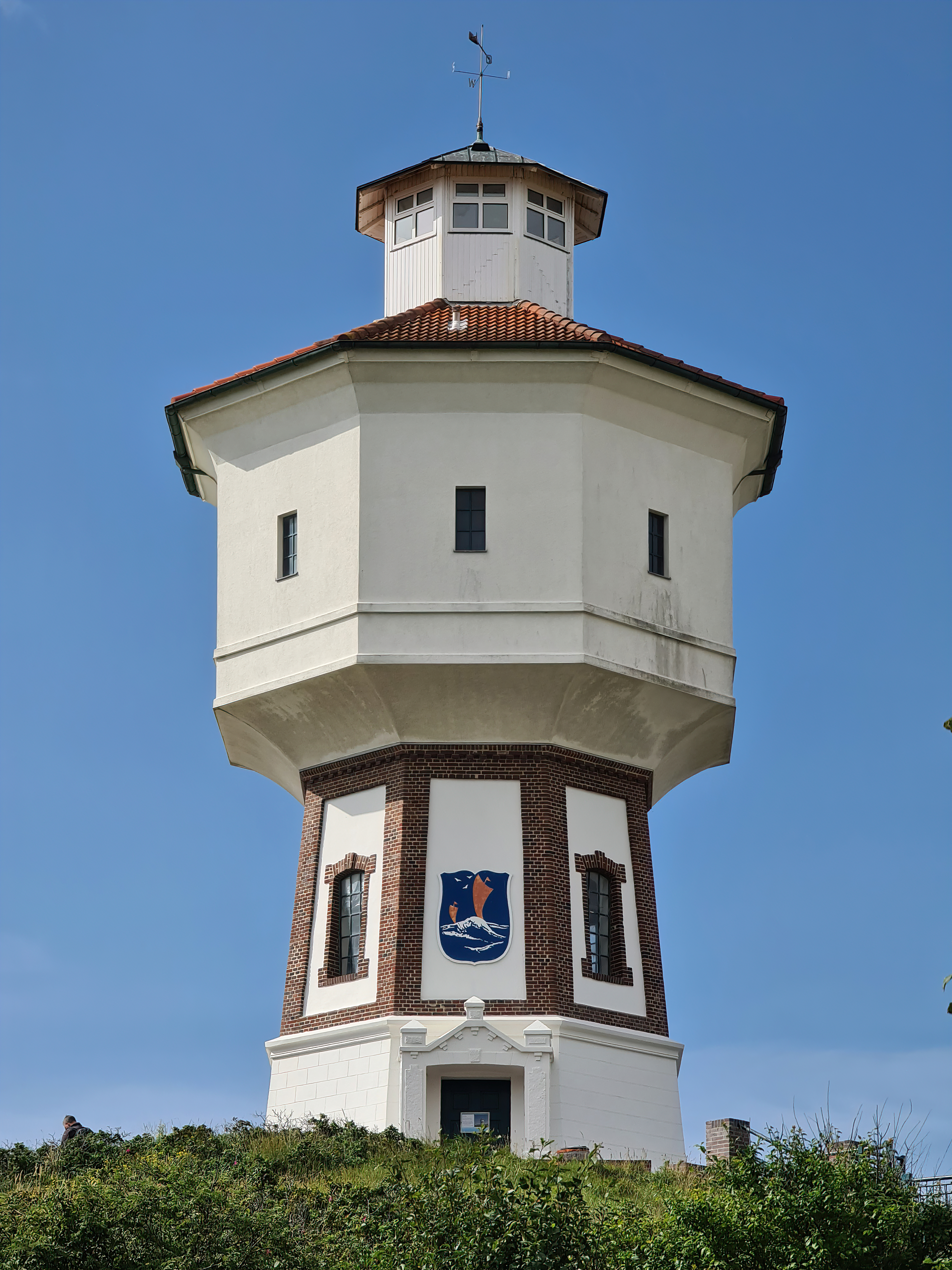
Wasserturm Langeoog

Der 1909 erbaute Wasserturm Langeoog ist das Wahrzeichen der deutschen Nordseeinsel Langeoog in Ostfriesland/Niedersachsen.

## Lage
Der Wasserturm befindet sich im Nordwesten der Insel am Ende der Hauptstraße des Inseldorfes. Er wurde auf den über zehn Meter hohen Kaapdünen errichtet und ist über einen Fuß- bzw. Treppenweg zu erreichen, der an einem Verbindungsweg vom Ort zu dem kilometerlangen Sand- und Badestrand an der Seeseite gelegen ist. Die Aussichtsplattform des 18 Meter hohen Turms befindet sich auf einer Höhe von 23 Metern über NN.

## Historischer Hintergrund
Zu Beginn des 20. Jahrhunderts stellte sich in dem prosperierenden Badeort die bisherige Wasserversorgung und -entsorgung als unzulänglich dar. Dem in der zweiten Hälfte des 19. Jahrhunderts einsetzenden und sich schon bald deutlich entwickelnden Tourismusverkehrs auf der Insel als Sommerfrische war die bisherige Trink- und Brauchwassergewinnung aus Zisternen und oftmals versalzten Brunnen ebenso wenig gewachsen wie die Abwasserentsorgung mittels Sickergruben oder der Einleitung in offen verlaufenden Gräben mit entsprechenden Keim- und Geruchsemissionen. Aufgrund dieser Gegebenheiten und des nachhaltigen Drucks der zuständigen Ordnungsbehörden nach der Eingabe etlicher Beschwerden von Kurgästen fasste der Gemeinderat 1908 den Beschluss, in einem Vertrag die Berlin-Anhaltischen Maschinenbau Actien-Gesellschaft (BAMAG) mit dem Neubau eines Wasserver- und Entsorgungssystems auf Langeoog zu beauftragen. Dieses umfasste die Errichtung von vier Wasserentnahmebrunnen im Dünengürtel, eines Wasserwerks, den dazugehörigen Wasserleitungen, eines Wasserturms zur Erzeugung des benötigten Wasserdrucks in diesen Leitungen und dem Bau einer Kanalisation. Zur Finanzierung dieser für die kleine Gemeinde nicht unerheblichen Kosten wurde 1906 auf Langeoog die Kurtaxe eingeführt.
Am 16. Februar 1909 wurde das Westkaap abgerissen, eine auf der Düne stehende hölzerne Bake, die als Erkennungszeichen ein auf dem Kopf stehendes Dreieck besaß und ohne Befeuerung ein lediglich bei Tageslicht weithin sichtbares Seezeichen war. Noch am selben Tag erfolgte an gleicher Stelle die Grundsteinlegung für den noch heute bestehenden Wasserturm.

## Beschreibung

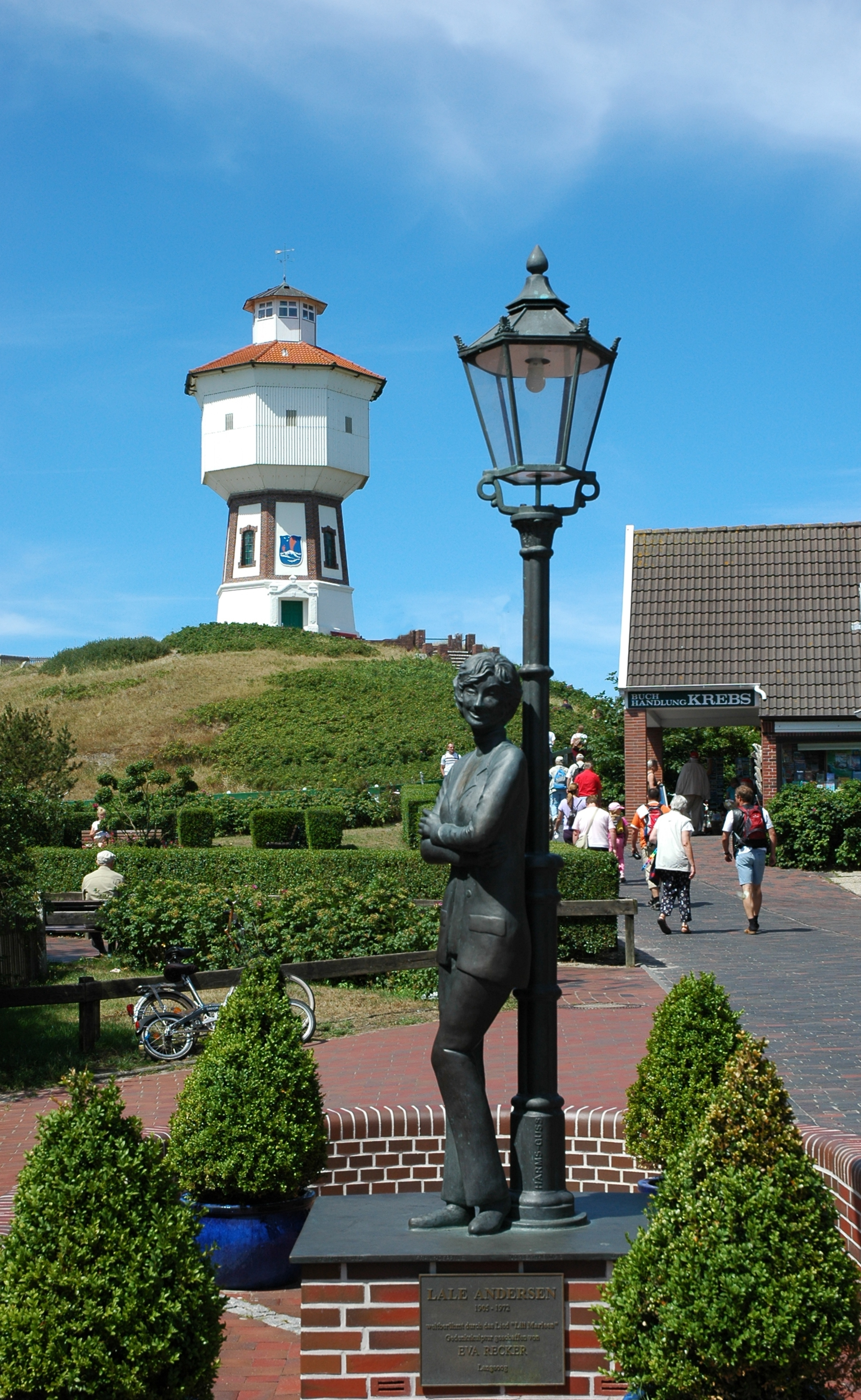
Wasserturm Langeoog hinter Lale-Andersen-Denkmal

Der Grundriss des nach dem Intze-Prinzip (Intze-1-Behälter mit Innenzylinder) erbauten Turms ist durchgängig achteckig, wenn auch der Durchmesser je nach der Höhe durchaus variiert. Der Turmunterbau besteht aus gemauerten Ziegelsteinen. Die Seiten sind verputzt und weiß gestrichen, während die Ecken im Kontrast hierzu aus unverputzten, roten Backsteinen bestehen und somit sichtbare und markante Eckpilaster bilden. Über dem Eingangsportal befindet sich heute das Wappen der Inselgemeinde. Das den Wassertank mit einem maximalen Fassungsvermögen von etwa 100 Kubikmeter beherbergende Geschoss ragt deutlich über die Ausmaße des Fundaments hinaus. Es ist mit einer weißen Fassadenverkleidung versehen, auf der an allen acht Seiten kleine Fenster lediglich angedeutet sind. Hierüber befindet sich noch eine kleine und begehbare Dachlaterne mit Aussichtsfenstern. Diese ist mit weiß gestrichenen Holzbohlen verkleidet.
Die Dächer sind mit roten Dachpfannen gedeckt. Ursprünglich sollte der heutige Bau zuoberst wie auch die niedergelegte Bake ein kopfstehendes Dreieck als Erkennungsmerkmal erhalten. Hierauf wurde jedoch verzichtet, da der Turm selbst aufgrund seines markanten Erscheinungsbildes als Alleinstellungsmerkmal optisch praktisch unverwechselbar ist.

## Gegenwart
Der Wasserturm besitzt keine Einrichtung zur Befeuerung für die Schifffahrt und ist auch nicht das höchste Gebäude der Insel (das ist der Turm der Inselkirche). Er stellt aber aufgrund seiner exponierten Lage und der damit verbundenen Gesamthöhe über dem MThw sowie seiner charakteristischen Bauweise ein bei Tageslicht weithin sichtbares Seezeichen und gleichzeitig eine markante Landmarke dar. Ende der 1980er Jahre wurde der Wasserturm außer Betrieb genommen, da er durch eine neue Technik (Pumpensystem mit variabler druckgeregelter Drehzahl) nicht mehr benötigt wurde. Seitdem dient er als Wahrzeichen der Insel sowie als Aussichtsturm. Der Turm wurde im Jahr 1994 und von Oktober 2008 bis Mai 2009 umfassend saniert. Er findet sich auch als Wahrzeichen von Langeoog im Logo der Inselgemeinde wieder.

## Besichtigung
Der Wasserturm von Langeoog kann durch Besteigung besichtigt werden. Im Untergeschoss befindet sich eine kleine Ausstellung über die Wasserversorgung der Insel. Der Eintritt in die Ausstellung ist ebenso frei wie der in das nahe gelegene Museum „Infohaus Altes Wasserwerk“ mit weiterreichenden Informationen über die Wasserwirtschaft auf Langeoog.